# Robert Adam
Ne doit pas être confondu avec Robert Adams.
Pour les personnes ayant le même patronyme, voir Adam (homonymie).
Robert Adam est un architecte et décorateur écossais, né à Kirkcaldy (Fife) le 3 juillet 1728 et mort à Mayfair à Londres le 3 mars 1792.

## Biographie

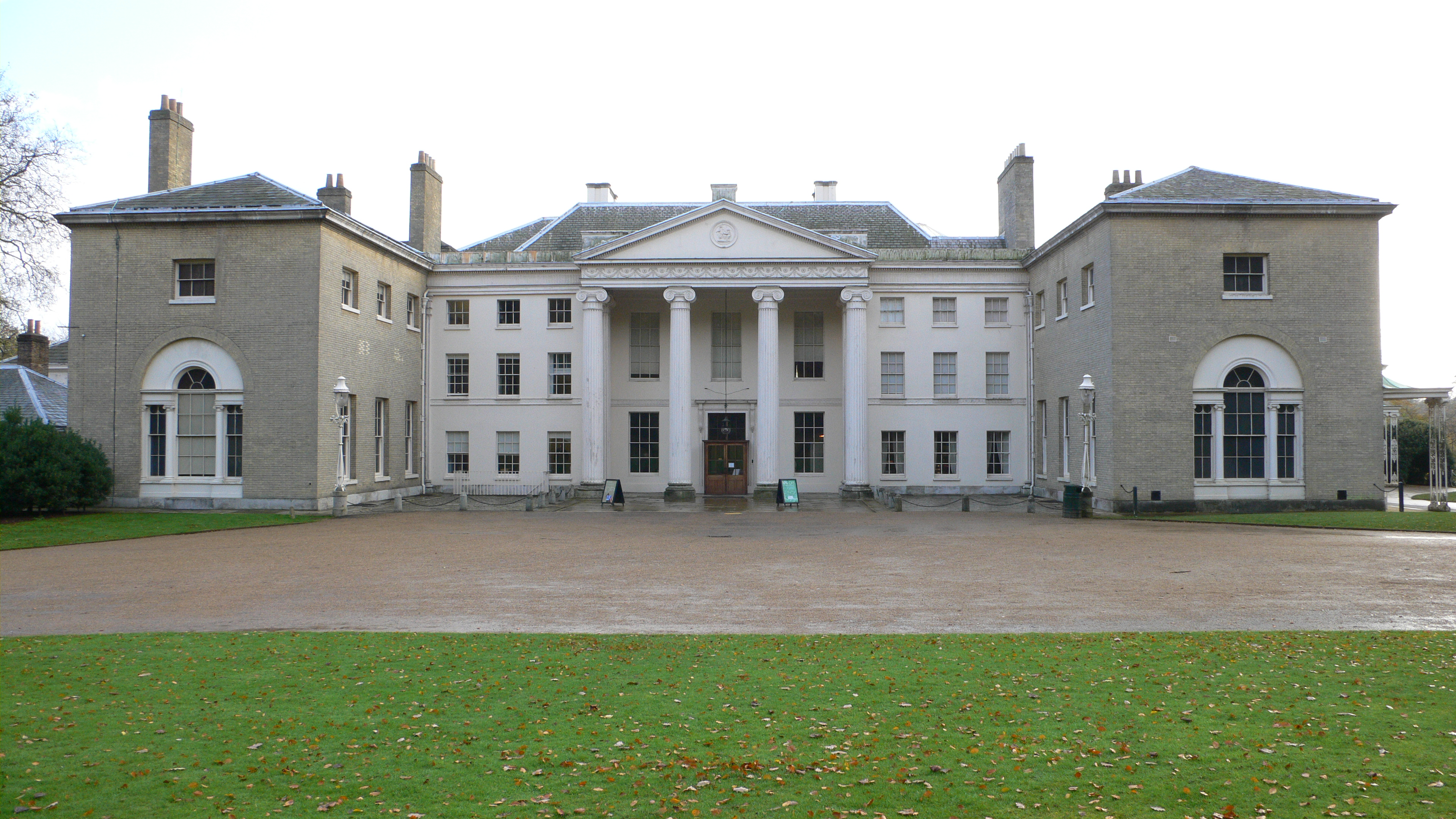
Facade de Kenwood House et extensions.

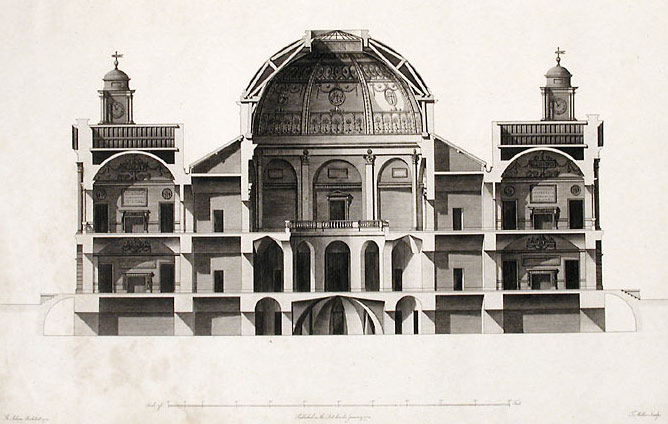
Coupe du General Register House construit par Robert Adam en 1789.

Il est le fils de William Adam (architecte) (1689-1748) et le frère de John Adam, eux aussi architectes.
Robert Adam définit avec son frère James Adam (1730-1794) le style étrusque décoratif néoclassique. Cette découverte l'amène à échanger une correspondance sur l'« étruscomanie » avec le graveur italien Piranèse car au XVIIIe siècle le style étrusque, notamment en Angleterre, est très recherché pour la vaisselle d'argent, les meubles mais aussi les décors.
Sur le chemin du retour de son Grand Tour en juillet 1757 il s'arrête longuement étudier le palais de Dioclétien à Split en compagnie de son tuteur, le peintre français Charles-Louis Clérisseau. Le produit de leurs efforts est l'étude publiée en 1764 à Londres par R. Adam : Ruins of the Palace of the Emperor Diocletian at Spalato in Dalmatia.
Son style personnel commence à s'affirmer avec la rénovation des pièces intérieures du château de Syon House, près de Londres. Parmi ses nombreuses réalisations, on trouve notamment le General Register House d'Édimbourg, qui renferme les archives nationales d'Écosse. Il devient membre de la Royal Society en 1761.

## Réalisations
- 1751 - 1772 : Harewood House
- 1759 : Kedleston Hall
- 1761 : 1780 : Osterley Park House
- 1762 - 1769 : Syon House
- 1770 : British Coffee House, 27 Cockspur Street[3] (disparu)
- 1771 : 1778 : Apsley House
- 1773 : pont Pulteney